# مرزنغو (دابوي الجنوبي)
مرزنغو (بالفارسية: مرزنگو) هي قرية تقع في إيران في قسم دابوي الجنوبی الريفي. يقدر عدد سكانها بـ 1,600 نسمة .